# إتريجان
إتريجان هو بطل مخالف للعرف في دي سي كومكس من ابتكار جاك كيربي،ظهرت الشخصية لأول مرة في 1972.